# بن پون
برناردوس مارینوس «بن» پون (هلندی: Bernardus Marinus "Ben" Pon؛ زادهٔ ۹ دسامبر ۱۹۳۶ در آمرسفورت، درگذشتهٔ ۳۰ سپتامبر ۲۰۱۹ در کالیفرنیا) رانندهٔ مسابقات اتومبیل‌رانی اهل هلند بود که در فصل ۱۹۶۲ در مجموع در یک گراند پری از مسابقات جهانی فرمول یک شرکت کرد، اما موفق به کسب هیچ امتیازی نشد.
پون در ۳۰ سپتامبر ۲۰۱۹ در کالیفرنیا درگذشت.